# Jack Nicholson

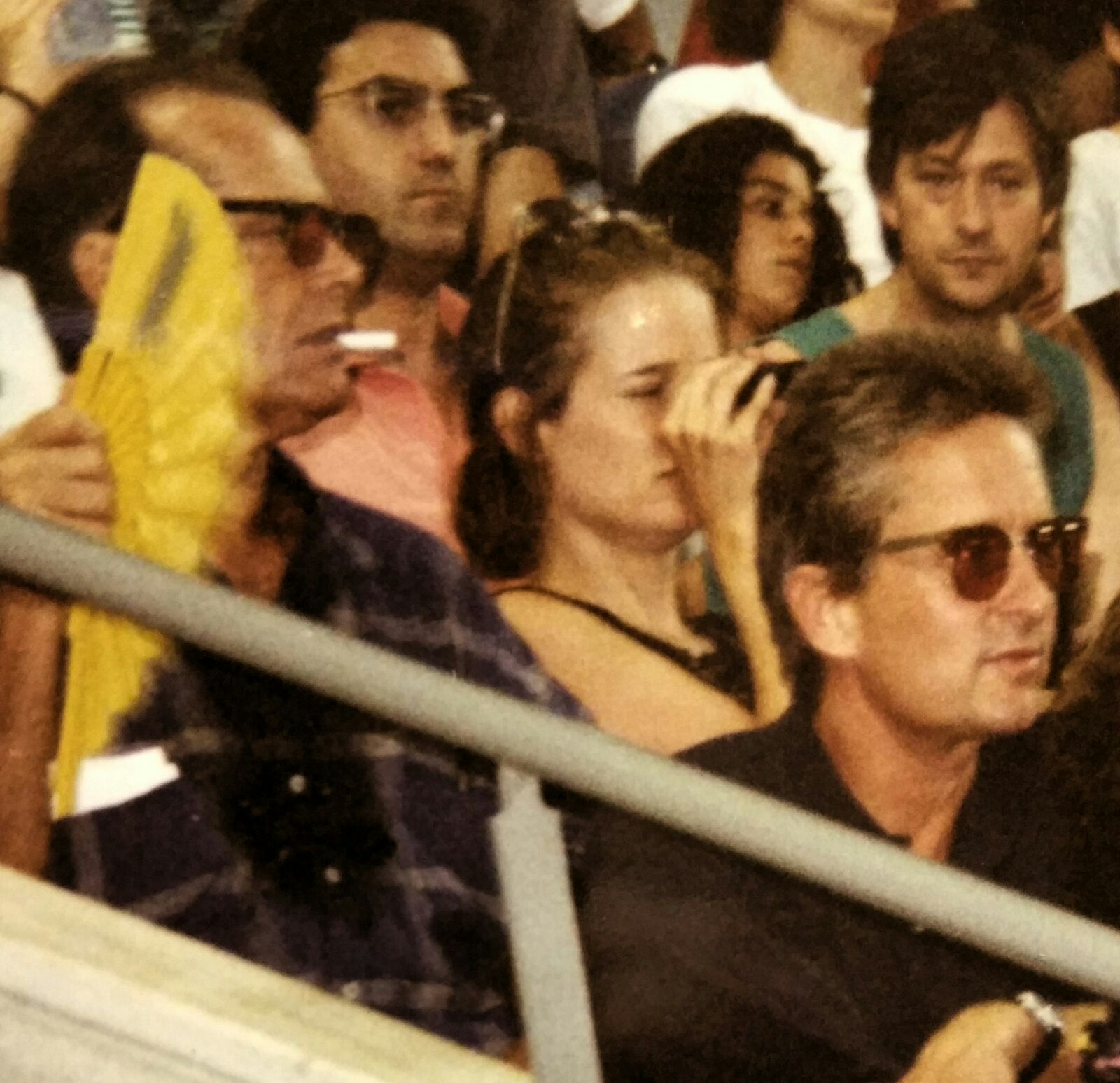
Jack Nicholson i Michael Douglas als Jocs Olímpics d'Estiu de 1992, Barcelona

John Joseph Nicholson (Nova York, 22 d'abril de 1937), més conegut com a Jack Nicholson és un actor americà conegut per les seves freqüents interpretacions fosques de personatges neuròtics.
Nicholson ha estat nominat 12 cops a l'Oscar i n'ha guanyat tres. És, amb Walter Brennan, l'actor masculí amb més premis de l'Acadèmia, només superats per Katharine Hepburn amb quatre. Ell i Michael Caine són els únics actors que han estat nominats a un Oscar cada dècada des dels anys 60. També ha guanyat set Globus d'Or, un Kennedy Center Honor el 2001 i el Premi a la interpretació masculina (Festival de Cannes) el 1974 per The Last Detail de Hal Ashby.
A la seva filmografia destaca Chinatown, Algú va volar sobre el niu del cucut, The Shining de Stanley Kubrick, Millor, impossible, Batman de Tim Burton, i Infiltrats de Martin Scorsese.

## Biografia

### Infància
Jack Nicholson va néixer a Neptune, ciutat on va viure fins als cinc anys. Jersey. És fill d'una corista, June Frances Nicholson, també coneguda com a «June Nilson» (1918-1963) d'origen anglès, per la seva mare, i irlandès, pel seu pare.
Sis mesos abans, el 16 d'octubre de 1936,June s'havia casat a Elkton a Maryland, amb Donald Furcillo, conegut com a Donald Rose, un actor d'origen italià. Tot i que ja estava casat, Furcillo s'ofereix a tenir cura del nen però la mare de June insisteix a tenir la custòdia i així permetre que la seva filla continuï la seva carrera. El petit Jack va ser criat per tant pels seus avis, John J. Nicholson, treballador d'uns grans magatzems d'Asbury Park, i Ethel May Rhoads, perruquera, esteticista i artista aficionada a Neptune City. No va ser fins a l'any 1974 durant una entrevista amb un periodista de Time Magazine que Nicholson va saber que els seus anomenats pares eren de fet els seus avis i que la seva «germana» era la seva mare. En aquella data, tots dos eren morts, i és Lorraine, l'altra «germana», en realitat la seva tia, qui confirma les paraules del periodista.
Més tard afirmaria que no sabia qui era el seu pare, que només June i Ethel (que van morir el 1963 i el 1970 respectivament) «ho sabien i no ho van dir a ningú». Patrick McGilligan, autor de Jack's Life, va afirmar que Eddie King, el gerent de June, podria ser el pare. Com que no es va trobar cap certificat de naixement (només una declaració a posteriori feta quan tenia uns 17 anys assenyalant Ethel com a mare), Jack Nicholson va optar per no fer-se una prova d'ADN.

### Debut professional (dècada de 1960)
Després d'estudiar a Manasquan High School on és elegit «pallasso de la classe» l'any 1954, Nicholson, als 18 anys, es va comprar un cotxe i va travessar els EUA sol cap a Hollywood, on va començar la seva carrera primer com a noi d'encàrrecs de la MGM, després com a actor secundari i com a guionista i productor, treballant per i amb Roger Corman entre d'altres. Aquesta col·laboració inclou la seva primera aparició a The Cry Baby Killer (1958), dirigida per Jus Addiss i produïda per Roger Corman. on interpreta un delinqüent juvenil que entra en pànic després de matar dos adolescents més, La botiga dels horrors (1960), en què interpreta un petit paper com a pacient masoquista d'un dentista, El corb i El terror (1963), on comparteix el cap de cartell amb Sandra Knight, amb qui es va casar el 17 de juny de 1962, amb Harry Dean Stanton com a testimoni (la parella es divorciarà el 8 d'agost de 1968). El 1963, Nicholson va iniciar la seva carrera com a director amb El terror, encara que no va ser acreditat, càrrec que tornaria a ocupar en Drive, He Said (1972), Camí del sud (1978) i Two Jakes (1990).

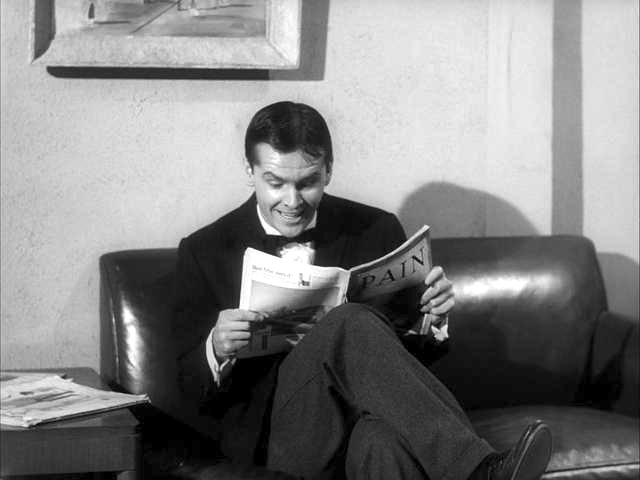
Jack Nicholson com a Wilbur Force a La botiga dels horrors (1960).

Quan va arribar a Hollywood, Nicholson va ser contractat per Hanna-Barbera Studios. Notant el seu talent com a artista, li van oferir a Nicholson una feina com a animador, que va rebutjar.
Mentre la seva carrera d'actor sembla que s'estanca, Nicholson es resigna a passar darrere de la càmera i comença a escriure guions. Així van néixer Thunder Island de Jack Leewood (1963), Flight to Fury (1964) i The Hurricane of Revenge (1965) de Monte Hellman. Amic de Bert Schneider i Bob Rafelson, aquest últim li va demanar que escrivís la seva primera pel·lícula, Head, una pel·lícula sobre el grup The Monkees (1968). Aquesta seria la primera de les seves col·laboracions, amb Nicholson protagonitzant posteriorment cinc de les pel·lícules de Rafelson. Nicholson passa mesos en contacte amb el grup. Va al plató de la sèrie de televisió, els coneix a casa seva per tal d'inspirar-se en el seu univers, tot l'equip de la pel·lícula està d'acord que no és només una versió llarga de la sèrie.
Tot i que les pel·lícules que va escriure no van tenir realment èxit, aquest treball com a guionista va permetre a Nicholson sobreviure. També va aparèixer en dos episodis de la sitcom The Andy Griffith Show, com Marvin Jenkins, el 1966 i el 1967.

### Camí a la celebritat (1969-1974)
L'any 1967, va escriure el guió de El viatge, una pel·lícula psicodèlica dirigida per Roger Corman i protagonitzada per Peter Fonda i Dennis Hopper, que va aconseguir un gran èxit pel seu encaix amb el moviment hippie aleshores en el seu apogeu. Fonda i Hopper li permeten dos anys més tard reprendre la seva carrera com a actor oferint-li el paper de George Hanson, un advocat alcohòlic, a la pel·lícula de culte Easy Rider (1969), que li va suposar la seva primera nominació a l'Oscar.

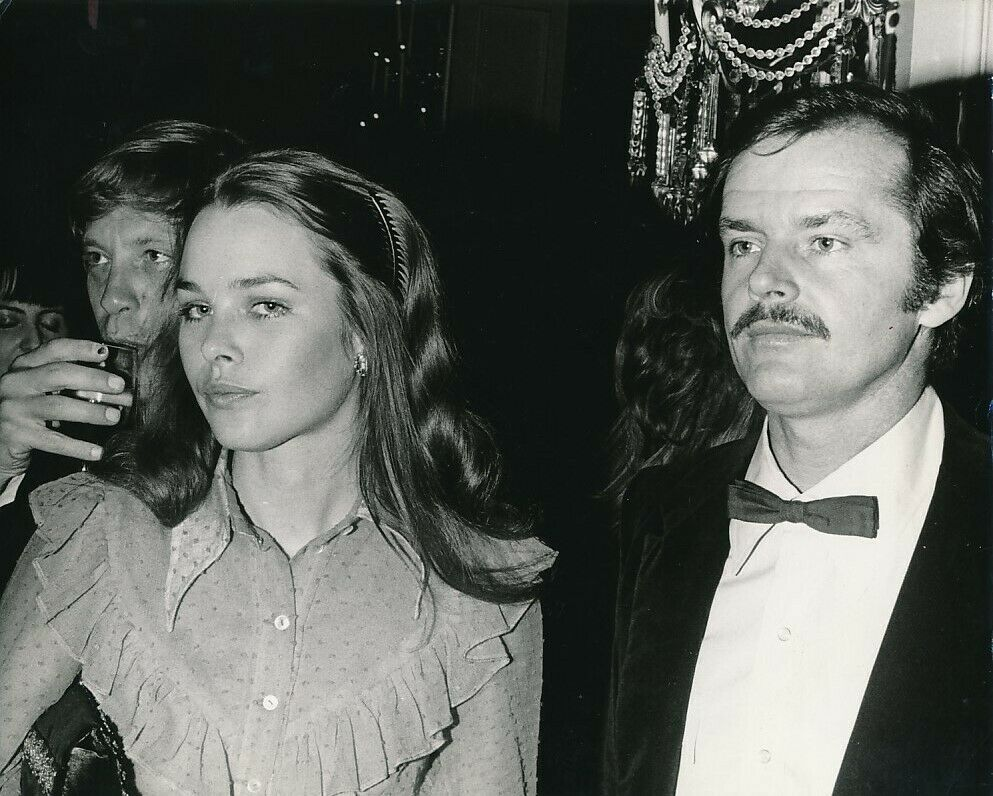
Michelle Phillips i Jack Nicholson als Globus d'Or de 1971.

L'any següent va rebre una nominació al millor actor pel seu paper a Five Easy Pieces (1970), una nova col·laboració entre Nicholson i el director Bob Rafelson. En aquesta pel·lícula, Nicholson interpreta un concertista de pianista en desacord amb la seva família. Aquell mateix any, va aparèixer a On a Clear Day You Can See Forever de Vincente Minnelli, com el germanastre de Daisy Gamble (Barbra Streisand). Es va reunir amb Rafelson el 1972 per a la pel·lícula The King of Marvin Gardens, però el treball va tenir poc impacte.
El 1972, se li va oferir el paper de culte de Michael Corleone a El Padrí de Francis Ford Coppola, però va refusar: tot i que preveia l'èxit de la pel·lícula, va pensar que els personatges italians havien de ser interpretats per actors italians.
El 1973, va interpretar a Billy «Badass» Buddusky, un soldat a la comèdia dramàtica de Hal Ashby, The Last Detail. La pel·lícula li va valer una nominació a l'Oscar com a millor actor i també va guanyar el premi al millor actor al Festival de Cannes de 1973.

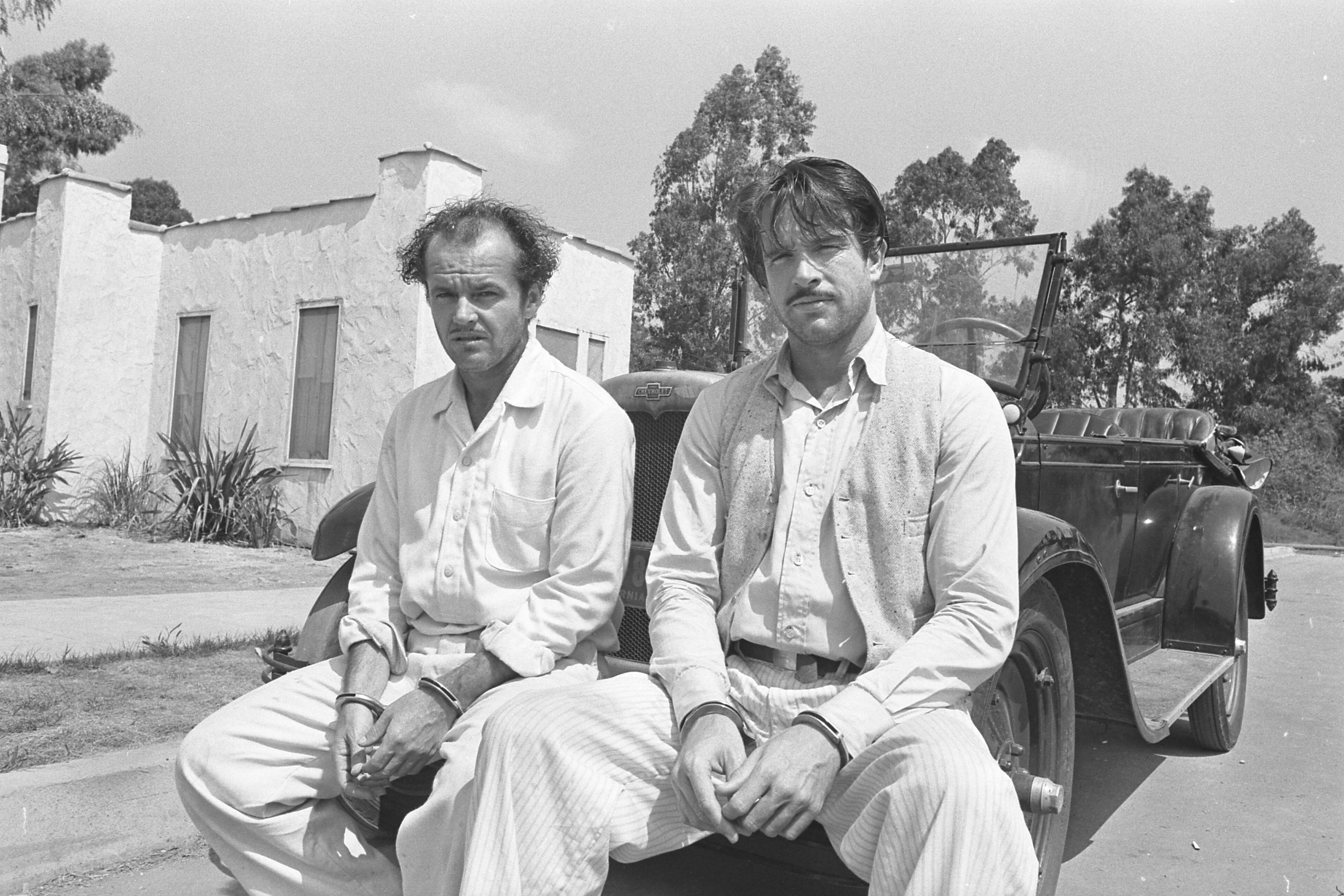
Jack Nicholson i Warren Beatty el 1974 al plató de Dos estafadors i una herència (1975).

Després de The Last Corvée, els papers es multipliquen per a Nicholson. L'actor apareix a Tommy, l'adaptació de Ken Russell de l'òpera rock de The Who.
Durant aquest període, també va tenir el paper principal en tres grans obres: Chinatown de Roman Polanski i Algú va volar sobre el niu del cucut de Milos Forman. El primer és un pastitx de cinema negre en el qual l'actor encarna un detectiu privat fanfarró que investiga un cas molt complex. La segona és una adaptació d'una novel·la de Ken Kesey ambientada en un manicomi. Interpreta un delinqüent que entra en conflicte amb una infermera principal, interpretada per Louise Fletcher.
En el thriller poètic professione: reporter, de Michelangelo Antonioni, interpreta a un periodista que assumeix la identitat d'un home mort. La pel·lícula es roda a l'Àfrica i després a Europa. «Dirigit magníficament per Antonioni, l'actor en fa poc, allunyat de les seves tendències histriòniques. Entre els grans films de la filmografia de Nicholson, aquí ens trobem amb una obra mestra absoluta». Aquestes pel·lícules, ara considerades clàssics, van completar l'establiment de la reputació de Nicholson.

### Icona nord-americana (dècada de 1970-1990)

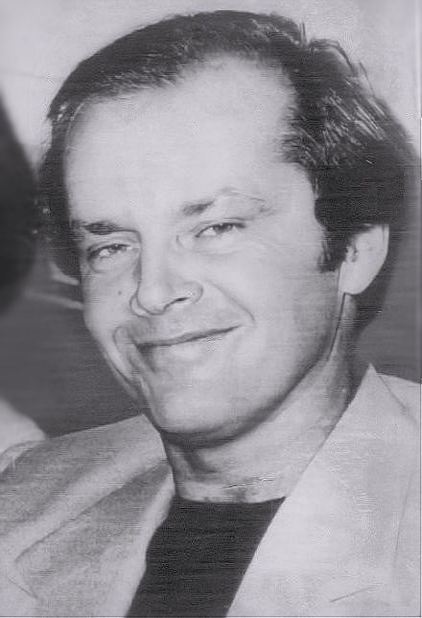
Jack Nicholson el 1976.

Sense premi pel seu paper de detectiu a Chinatown (pel·lícula de la qual dirigiria ell mateix una seqüela uns anys més tard), Jack Nicholson va guanyar el seu primer Oscar al millor actor gràcies a la seva actuació a Algú va volar sobre el niu del cucut. La pel·lícula també rep els altres 4 premis principals de la cerimònia, a saber, millor pel·lícula, millor director, millor actriu i millor adaptació.
Posteriorment, Jack Nicholson va fer un paper secundari a The Last Tycoon, l'última pel·lícula dirigida per Elia Kazan i que van protagonitzar Robert De Niro, Tony Curtis, Robert Mitchum i Jeanne Moreau. L'actor també dona la rèplica a Marlon Brando a Missouri Breaks, un western dirigit per Arthur Penn i que és força mal rebut. També signa una segona producció, Camí del sud, un altre western, però d'humor aquesta vegada. A més d'assegurar la posada en escena, encarna un proscrit obligat a casar-se.
Després, al costat de Shelley Duvall, va protagonitzar l'escriptor Jack Torrance a la pel·lícula de terror fantàstic The Shining, l'adaptació de Stanley Kubrick de la novel·la de Stephen King. Com passa sovint amb Stanley Kubrick, el rodatge és força difícil. Encara que Jack Nicholson no va rebre cap nominació a l'Oscar per aquesta pel·lícula (Shining va ser passat per alt per l'acadèmia i fins i tot nominat als primers premis Razzie), la seva actuació es considera una de les més significatives de la seva carrera. Kubrick dirà d'ell: «Nicholson és sens dubte l'humorista més gran del Hollywood actual, igual que els millors actors de composició del passat, com Spencer Tracy i James Cagney.»
D'altra banda, va rebre l'Oscar al millor actor secundari per la seva interpretació de Garrett Breedlove, un astronauta retirat, a La força de la tendresa (1983), la primera pel·lícula de James L. Brooks, un director vingut de la televisió.
Jack Nicholson és prolífic en els anys 80. Al costat de Jessica Lange, interpreta El carter sempre truca dues vegades paper principal d'una nova adaptació del carter sempre truca dues vegades dirigida per Bob Rafelson amb un guió de David Mamet. Té un paper secundari, el del dramaturg Eugene O'Neill, en l'ambiciós fresc històric Rojos de Warren Beatty. També encarna un guàrdia fronterer en el drama social Policia fronterera de Tony Richardson (1982), un truà no gaire espavilat en L'honor dels Prizzi, penúltima pel·lícula de John Huston (1985), un periodista cavaller en Heartburn de Mike Nichols (1986), el diable en The Witches of Eastwick de George Miller (1987). Aquestes funcions li atorguen tres nomenaments als Oscar (Reds, L'Honor dels Prizzi i Ironweed).
El 1989, Batman de Tim Burton, en què Jack Nicholson interpretava el Joker, va ser un èxit comercial internacional. Mitjançant una participació en els ingressos, Batman fa guanyar a l'actor uns 60 milions de dòlars. L'actor va ser proposat per repetir el paper el 1999 a la cinquena pel·lícula de la franquícia, Batman Triumphant, però Warner Bros. cancel·larà el projecte.

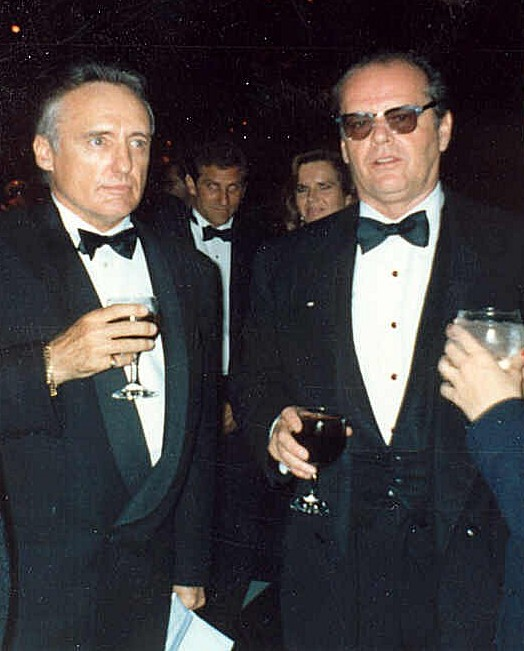
Dennis Hopper i Jack Nicholson als Oscars de 1990.

A principis dels anys 90, Nicholson va presentar The Two Jakes, una seqüela de Chinatown en què va reprendre el seu personatge de detectiu privat i que també va dirigir. La gestació de la pel·lícula és laboriosa i, a la seva estrena, l'obra només desperta una reacció mixta.
Nicholson va tornar a ser nominat a l'Oscar pel seu paper del coronel Nathan R. Jessep a Alguns homes bons (1992), una pel·lícula sobre un crim en una unitat de la Marina dels Estats Units. Dirigida per Rob Reiner i adaptada d'una obra de teatre d'Aaron Sorkin, que després es convertiria en el dissenyador de la sèrie de televisió The West Wing, Groomsmen conté una escena especialment famosa durant la qual Nicholson i el seu company protagonista, Tom Cruise, s'enfronten durant un judici.
L'any 1998, Nicholson va rebre un tercer premi de l'Acadèmia al millor actor pel seu paper de Melvin Udall, un autor neuròtic amb Trastorn obsessivocompulsiu, a Millor, impossible, una comèdia sentimental de nou dirigida per James L. Brooks. Això el va convertir en un dels actors amb més estatuetes en la història del cinema, com Walter Brennan, Ingrid Bergman, Meryl Streep i Daniel Day Lewis i només superat per Katharine Hepburn. Ha rebut set Globus d'Or, entre altres nominacions.
Altres obres en què Nicholson va participar durant aquesta dècada inclouen la comèdia satírica Mars Attacks!, una pel·lícula en la qual interpreta dos papers i que li permet reconnectar amb Tim Burton. També encarna el personatge principal de la pel·lícula The pledge, el tercer llargmetratge de Sean Penn.
No totes les actuacions de Nicholson van ser igualment ben rebudes, però. Va ser nominat al premi Razzie al pitjor actor per Ella no diu maig que no i Hoffa el 1992.
El 1996 Jack Nicholson contractà la treballadora sexual Catherine Sheehan i li va donar una pallissa mentre li deia que la mataria. Li va ocasionar danys cerebrals irreversibles. Arribaren a un acord extrajudicial, però anys més avant, Catherine considerà que no era suficient i en demanà més.

### Retirada progressiva (década de 2000)

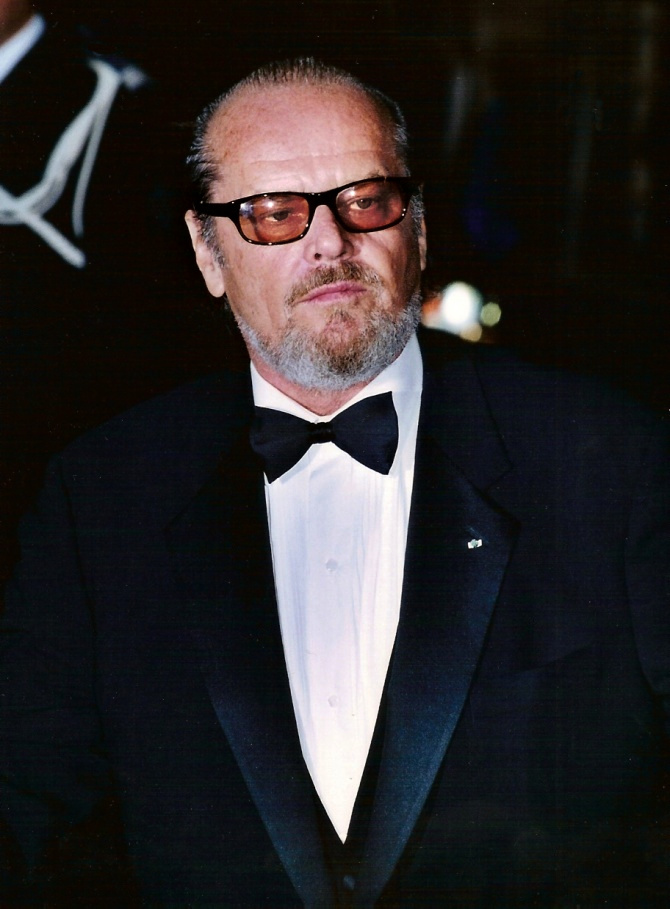
Nicholson el 2002 a l'estrena de la pel·lícula About Schmidt.

A About Schmidt (2002), Nicholson interpreta un actuari d'Omaha (Nebraska) que es pregunta sobre la seva vida i la mort de la seva dona. La seva calma i la seva bona interpretació, que contrasta amb molts dels seus papers anteriors, li van valer una nova nominació a l'Oscar al millor actor. A la comèdia d'escolars Executiu agressiu (2003), interpreta a un terapeuta agressiu encarregat d'ajudar al pacifista acèrrim Adam Sandler. El mateix any, a Quan menys t'ho esperes (Something's Gotta Give), interpreta el paper d'un playboy que s'enamora de la mare de la seva xicota, ambdues interpretades respectivament per Diane Keaton i Amanda Peet.
El 2006, Nicholson va tornar als papers foscos al drama criminal Infiltrats (The Departed), la primera col·laboració entre Nicholson i Martin Scorsese. La pel·lícula és un remake d'Infernal Affairs (2002) d’Andrew Lau i Nicholson protagonitza Frank Costello, un sàdic cap de la Màfia irlandesa de Boston al costat de Matt Damon i Leonardo DiCaprio La cinta va guanyar quatre premis Oscar, entre ells millor director, millor pel·lícula i millor guió adaptat. Nicholson va interpretar a Frank Costello, un cap de la màfia de Boston. L'actor va obtenir el premi Austin Film Critics en la categoria de millor actor de repartiment, sent nominat a més als premis BAFTA, premis Critics Choice, premis Globus d'Or, premis Satellite i premis MTV Movie.
Després es va reunir amb Rob Reiner per a la comèdia dramàtica O ara o mai (The Bucket List) que li va permetre formar un duo amb Morgan Freeman. El 2010, va formar part de la distribució de la comèdia coral Com saps si...? (How Do You Know), de James L. Brooks, al costat d'Owen Wilson, Paul Rudd i Reese Witherspoon. Aquesta és la seva última aparició a la pantalla.

### Jubilació (dècada de 2010)
El setembre de 2013 es va anunciar la seva retirada de l'actuació, a causa dels problemes de pèrdua de memòria que fins aleshores estava patint. No obstant això, la informació va ser posteriorment desmentida per la periodista Maria Shriver, propera a l'actor.
També el 2013, es va anunciar a la premsa que Jack Nicholson estava en negociacions amb Tom Cruise per protagonitzar una pel·lícula anomenada El President. L'actor havia rebutjat, en un principi, el paper per confiar-lo al seu col·lega Robert Downey Jr., que li tornarà després. A més, Tom Cruise havia anunciat que faria tot el possible per convèncer l'actor guanyador per unir-se al repartiment, fins i tot amenaçant amb abandonar el paper si Nicholson no participava en el projecte. Però sembla que Nicholson només va acceptar llegir el guió del futur projecte.
També declina els papers que se li ofereixen per a les pel·lícules 42 (2013) i The Judge (2014).
El 2017, se li va anunciar que ocuparia el paper principal en el remake nord-americà de la pel·lícula alemanya Toni Erdmann, sortint així de la seva jubilació cinematogràfica. Des de llavors, Jack Nicholson, a través del seu agent, ha negat aquest rumor infundat.

## Vida personal
Conegut per la seva incapacitat per establir-se, Nicholson va tenir cinc fills de quatre dones diferents:
- Jennifer Nicholson (nascuda el 1963), amb la seva dona, l'actriu Sandra Knight;
- Caleb James Goddard (nascut el 1970), amb l'actriu Susan Anspach, la seva parella a Five Easy Pieces;
- Honey Hollman (nascuda el 1981), amb l'actriu Winnie Hollman;
- Lorraine Nicholson (nascut el 1990) i Raymond Nicholson (nascut el 1992), amb l'actriu Rebecca Broussard.

Company d'Anjelica Huston durant disset anys (del 1973 al 1989), va tenir relacions amb moltes actrius i top models (com Lara Flynn Boyle, trenta anys més jove que ella), així com amb Margaret Trudeau.
Aficionat als equips de bàsquet dels New York Yankees i Los Angeles Lakers, va assistir a tots els partits d'aquests últims al Forum i al Staples Center durant vint-i-cinc anys (fins al punt que de vegades es nega a girar durant determinades emissions), arribar fins a baixar al camp a discutir amb els àrbitres o jugadors contraris.
Nicholson va ser durant molts anys el veí de Marlon Brando i Warren Beatty a Mulholland Drive a Beverly Hills, guanyant al carrer el mal de Bad Boy Drive. Després de la mort de Brando el 2004, Nicholson va comprar el seu Bungalou abandonat per 6,1 milions de dòlars abans de fer-lo enderrocar, per respecte a la memòria de l'actor.
També és amic íntim del director Roman Polanski, que el va dirigir al Chinatown de 1974, donant-li suport en moltes crisis personals com la mort de la seva dona, Sharon Tate, que va ser assassinada per Charles Manson el 1969, o la seva condemna per la violació d'una menor, un crim que va tenir lloc a la casa de Nicholson a Mulholland Drive.

## Filmografia
Les seves pel·lícules més destacades són:
- 1960 - La botiga dels horrors (The Little Shop of Horrors)
- 1963 - El corb (The Raven)
- 1963 - El terror (The Terror)
- 1964 - Quin mariner!
- 1964 - Back Door to Hell
- 1966 - El tiroteig (The Shooting)
- 1966 - Ride in the Whirlwind
- 1967 - Hell's Angels on Wheels
- 1967 - The St Valentine's Day Massacre
- 1968 - Camí de la bogeria (Psych-Out)
- 1968 - Head
- 1969 - Easy Rider
- 1970 - Rebel Rousers
- 1970 - Five Easy Pieces
- 1970 - On a Clear Day You Can See Forever
- 1971 - Carnal Knowledge
- 1971 - Un lloc segur (A Safe Place)
- 1972 - The King of Marvin Gardens
- 1973 - The Last Detail
- 1974 - Chinatown
- 1974 - The Fortune
- 1975 - Algú va volar sobre el niu del cucut (One Flew Over the Cuckoo's Nest)
- 1975 - Professione: reporter
- 1975 - Tommy
- 1976 - The Last Tycoon
- 1976 - Missouri (The Missouri Breaks)
- 1978 - Camí del sud (Goin' South)
- 1980 - The Shining
- 1981 - The Border
- 1981 - Rojos (Reds)
- 1981 - The Postman Always Rings Twice
- 1983 - La força de la tendresa (Terms of Endearment)
- 1985 - L'honor dels Prizzi (Prizzi's Honor)
- 1986 - Heartburn
- 1987 - Les bruixes d'Eastwick (The Witches of Eastwick)
- 1987 - Broadcast News
- 1987 - Espina de ferro (Ironweed)
- 1989 - Batman
- 1990 - The Two Jakes
- 1992 - Alguns homes bons (A Few Good Men)[35]
- 1992 - Hoffa
- 1992 - Ella no diu mai que no (Man Trouble)
- 1994 - Llop (Wolf)
- 1995 - Creuant l'obscuritat (The Crossing Guard)
- 1996 - Mars Attacks!
- 1996 - La força de la tendresa. La història continua (The Evening Star)
- 1996 - Blood and wine, laberint criminal
- 1997 - Millor, impossible (As Good as It Gets)
- 2000 - El jurament (The Pledge)
- 2000 - Stanley Kubrick: A Life in Pictures
- 2002 - About Schmidt
- 2003 - Executiu agressiu (Anger Management)
- 2003 - Quan menys t'ho esperes (Something's Gotta Give)
- 2006 - Infiltrats (The Departed)
- 2007 - O ara o mai
- 2010 - How Do You Know

#### Televisió
- 1960: Mr. Lucky, episodi Operation Fortuna: Martin
- 1960: The Barbara Stanwyck Show, episodi The Mink Coat: Bud
- 1961: Tales of Wells Fargo, episodi That Washburn Girl: Tom Washburn
- 1961: Sea Hunt episodi Round Up: John Stark.
- 1961: Bronco, episodi The Equalizer: Bob Doolin
- 1962: Little Amy de Sidney Lanfield: Jefferson City Coach
- 1962: Hawaiian Eye, episodi Total Eclipse: Tony Morgan
- 1966: Dr. Kildare: Jaime Angel (4 episodis)

### Com a guionista
- 1963: Thunder Island de Jack Leewood
- 1964: Flight to Fury de Monte Hellman
- 1965: L'Ouragan de la vengeance de Monte Hellman
- 1967: The Trip de Roger Corman
- 1968: Head de Bob Rafelson
- 1971: Drive, He Said (també director)

### Com a director
- 1963: The Terror, codirigida amb Roger Corman (no surt als crèdits)
- 1971: Drive, He Said
- 1978: Camí del sud
- 1990: The Two Jakes

## Premis i nominacions

### Premis
- 1974: Premi a la interpretació masculina (Festival de Cannes) per The Last Detail
- 1975: Globus d'Or al millor actor dramàtic per Chinatown
- 1975: BAFTA al millor actor per Chinatown i The Last Detail
- 1976: Oscar al millor actor per Algú va volar sobre el niu del cucut
- 1976: Globus d'Or al millor actor dramàtic per Algú va volar sobre el niu del cucut
- 1977: BAFTA al millor actor per Algú va volar sobre el niu del cucut
- 1983: BAFTA al millor actor secundari per Rojos
- 1984: Oscar al millor actor secundari per La força de la tendresa
- 1984: Globus d'Or al millor actor secundari per La força de la tendresa
- 1986: Globus d'Or al millor actor musical o còmic per L'honor dels Prizzi
- 1998: Oscar al millor actor per Millor, impossible
- 1998: Globus d'Or al millor actor musical o còmic per Millor, impossible
- 1999: Premi Cecil B. DeMille
- 2003: Globus d'Or al millor actor dramàtic per About Schmidt

### Nominacions
- 1970: Oscar al millor actor secundari per Easy Rider
- 1970: Globus d'Or al millor actor secundari per Easy Rider
- 1970: BAFTA al millor actor secundari per Easy Rider
- 1971: Palma d'Or per L'últim partit (Drive, He Said)
- 1971: Oscar al millor actor per Five Easy Pieces
- 1971: Globus d'Or al millor actor dramàtic per Five Easy Pieces
- 1972: Globus d'Or al millor actor dramàtic per Carnal Knowledge
- 1974: Oscar al millor actor per The Last Detail
- 1974: Globus d'Or al millor actor dramàtic per The Last Detail
- 1975: Oscar al millor actor per Chinatown
- 1982: Oscar al millor actor per Rojos
- 1982: Globus d'Or al millor actor secundari per Rojos
- 1986: Oscar al millor actor per L'honor dels Prizzi
- 1986: Globus d'Or al millor actor musical o còmic per L'honor dels Prizzi
- 1988: Oscar al millor actor per Ironweed
- 1988: Globus d'Or al millor actor dramàtic per Ironweed
- 1990: Globus d'Or al millor actor musical o còmic per Batman
- 1990: BAFTA al millor actor secundari per Batman
- 1993: Oscar al millor actor secundari per Alguns homes bons
- 1993: Globus d'Or al millor actor secundari per Alguns homes bons
- 1993: Globus d'Or al millor actor dramàtic per Hoffa
- 2003: Oscar al millor actor per About Schmidt
- 2003: BAFTA al millor actor per About Schmidt
- 2004: Globus d'Or al millor actor dramàtic per Quan menys t'ho esperes
- 2007: Globus d'Or al millor actor secundari per Infiltrats
- 2007: BAFTA al millor actor secundari per Infiltrats